# ويليام نوبل اندروز
ويليام نوبل اندروز (بالإنجليزية: William Noble Andrews)‏ هو محامي وسياسي أمريكي، ولد في 13 نوفمبر 1876 في هورلوك في الولايات المتحدة، وتوفي في 27 ديسمبر 1937 في كامبريدج في الولايات المتحدة. حزبياً، نشط في الحزب الجمهوري. وقد انتخب عضو مجلس النواب لولاية ماريلند وانتخب عضو مجلس النواب الأمريكي.